# 이대우
이대우(1914년 1월 28일~2003년 9월 18일)는 대한민국의 정치인이다. 제8대 국회의원을 지냈다.

## 역대 선거 결과
|  | 27.15% |

|  | 44.13% |

|  | 44.4% |

|  | 13.21% |